# 레이디와 트램프 2
《레이디와 트램프 2:스캠프의 모험》(영어: Lady and the Tramp II: Scamp's Adventure)는 월트 디즈니 회사에서 1955년 《레이디와 트램프》의 후속편으로 2001년 2월 27일 출시한 미국의 비디오 영화이다.
2022년 기준 2001년 6월 27일은 한나 멜로우 22주년 기념작으로 만들었다.

## 출연

### 주연
- 스콧 울프
- 알리사 밀라노
- 채즈 팰민테리
- 제프 베넷
- 조디 벤슨

### 조연
- 빌 페이거바케
- 미키 루니
- 브론슨 핀초트
- 캐시 모리어티
- 메리 케이 버그먼
- 데비 데리베리
- 바바라 굿슨
- 닉 제임슨
- 트레스 맥닐
- 롭 폴슨
- 캐스 소시
- 프랭크 웰커
- 에이프릴 윈첼
- 짐 커밍스
- 마이클 고프
- 로저 바트
- 제스 하넬
- 멜리사 맨체스터
- 수잔 에건
- 아믹 바이램
- 노먼 라지
- 릭 로건
- 카를로스 폰세

## 기타
- 미술: 로버트 세인트 피에르
- 배역: 제이미 톰슨

## 음악
1. "Welcome Home"
2. "World Without Fences"
3. "Junkyard Society Rag"
4. "I Didn't Know That I Could Feel This Way"
5. "Always There"